# Hwaseong
Hwaseong (în coreeană 화성시) este cel mai mare oraș și capitala provinciei Gyeonggi-do, situat în partea de nord-est a Coreei de Sud.

## Personalități născute aici
- Cha Bum-kun (n. 1953), fotbalist.

## Legături externe
1. ↑  Hărți Google